# حسين أندرياس
حسين اندرياس (بالإنجليزية: Hussain Andaryas)‏ (ولد 23 يونيو 1965) هو مبشر تليفزيوني مسيحي أفغاني أمريكي ويقوم بإدارة مواقع إلكترونية ومحطات اذاعية كثيرة. ولد في مدينة مومباي بالهند لأسرة شيعية لكنه نشأ في مدينة كابول بأفغانستان. تحول من الإسلام الي المسيحية بعد تسعة أعوام من الدراسة المقارنة بين الديانتين.
يدير حسين اندرياس أكثر من 32 موقع إلكتروني باللغة الفارسية والباتشو واللغة الإنجليزية والتي غرضها تقديم الدعم الروحي المسيحيين الأفغان حول العالم. وهو مؤسس أول موقع إلكتروني للمسيحيين الأفغان. لديه برنامج اذاعي يذاع يوميا في أفغانستان. أيضًا لديه برنامج اسبوعي على الهواء مدة الحلقة 90 دقيقة، تشاركه في تقديم البرنامج نور اغا لوجاري.
له دور كبير في جذب الانتباه الاعلام العالمي لقضية المتنصر عبد الرحمن الذي كان يواجه عقوبة الإعدام لتحوله إلى المسيحية من خلال موقع الإلكتروني.